# 竹内道之助
竹内 道之助（たけうち みちのすけ、1902年1月25日 - 1981年4月20日）は、日本の翻訳家、実業家、三笠書房創立者。東京府東京市深川区（現・東京都江東区）出身。

## 略歴
本所高等小学校卒業。正則英語学校、アテネフランセに通い英語、ドイツ語、フランス語を習得。	 
藤澤衛彦の主宰の雑誌『伝説』の編集に携わる。のち、梅原北明が企画し福山福太郎が創設した「文藝資料研究会」に参加し、雑誌『奇書』や「変態文献叢書」の編集を手がける。1930年には酒井潔らの協力をうけ「風俗資料刊行会」を設立し、雑誌『風俗資料』『デカメロン』らを編集刊行した。
そののち、哲学者三木清らのグループや、唯物論研究会との親交を重ね、1933年に妻富子と共に、社会科学書、ヨーロッパ・アメリカ文学の翻訳書の刊行を主とする、三笠書房を創立。「唯物論全書」「ヘッセ全集」、米川正夫訳を軸としたドストエフスキー全集、友人齋藤磯雄（フランス文学者）訳でヴィリエ・ド・リラダンの作品集、五来達訳で最初期のマルセル・プルースト『失われた時を求めて』等を刊行。1938年『文庫』を創刊し、友人・大久保康雄の翻訳や小説を載せ、自らは藤岡光一の筆名で翻訳を行う。
1940年大久保康雄訳『風と共に去りぬ』を刊行するが発禁になる。戦後大久保との共訳の形で再刊ベストセラーとなった。1945年、三笠書房を株式会社に改組。
1952年には村岡花子訳『赤毛のアン』を刊行してベストセラーとし、戦後の一時期、外国文学の翻訳で一世を風靡した。竹内当人は英国の人道主義的作家A・J・クローニンのほぼ全作品を翻訳。1968年ころから三笠書房が経営不振に陥り、1973年に会長に退き、以後、翻訳に専念した。

## 著書
- 『二人の騎士 童話集』（三笠書房） 1938
- 『愛と真実 クローニンの世界』（三笠書房） 1972

## 翻訳
- 『愛人秘戯』（カルヤーナ・マルラ、文芸資料研究会） 1928
- 『苦痛と快楽』（ルシアン、風俗資料刊行会） 1930
- 『El ktab lois secretes de l'amour』（ポオル・ド・レグラ、風俗資料刊行会） 1930
- 『ドストイエフスキイ研究』（アンドレ・ジイド、三笠書房） 1933
- 『女主人』（藤岡光一名義訳、三笠書房、ドストイエフスキイ全集 第2巻）1934
- 『イザベル』（アンドレ・ジィド、日本限定倶楽部） 1934
- 『田園交響楽』（ジイド、三笠書房） 1934
- 『三人の巨匠 バルザック・ディケンズ・ドストイエフスキイ』（ステファン・ツワイグ、菅谷恒徳共訳、三笠書房 1936
- 『窄き門 / イザベル』（アンドレ・ジィド、三笠書房） 1937
- 『地獄の季節』（ランボオ、三笠書房） 1949
- 『二人の愛人』（ミュッセ、仏蘭西書院） 1950
- 『テス 純潔な女性』（トマス・ハーディ、三笠書房） 1951
- 『友情の歴史 ナルチスとゴルトムント』（ヘルマン・ヘッセ、藤岡光一名義訳、三笠書房） 1953
- 『風と共に去りぬ』（マーガレット・ミッチェル、大久保康雄共訳、三笠書房） 1954
- 『武器よさらば』（ヘミングウエイ、三笠書房、ヘミングウエイ全集） 1956
- 『結婚式のメンバー』（カースン・マツカラーズ、三笠書房） 1958

### A・J・クローニン
- 『帽子屋の城』（クローニン、三笠書房） 1952 - 1953、のち新潮文庫
- 『二つの世界に賭ける』（A・J・クローニン、中村能三共訳、三笠書房） 1953
- 『地の果てまで』（A・J・クローニン、三笠書房） 1954 - 1955
- 『人生の途上にて』（クローニン、三笠書房・新書） 1955
- 『天国の鍵』（A・J・クローニン、三笠書房） 1955
- 『若き日の悩み』（A・J・クローニン、三笠書房） 1956
- 『青春の生きかた』（A・J・クローニン、三笠書房） 1956 - 1957
- 『恐怖からの逃走』（A・J・クローニン、三笠書房） 1957
- 『スペインの庭師』（A・J・クローニン、三笠書房） 1957
- 『城砦』（A・J・クローニン、三笠書房、クローニン全集） 1957
- 『美の十字架』（A・J・クローニン、三笠書房） 1958
- 『愛の花束』（A・J・クローニン、三笠書房、クローニン全集） 1959
- 『少年と友情』（A・J・クローニン、三笠書房、クローニン全集） 1959
- 『人間社会』（A・J・クローニン、三笠書房） 1961
- 『人生航路』（A・J・クローニン、三笠書房） 1961
- 『三つの愛』（クローニン、三笠書房） 1962 - 1963
- 『受難の道』（A・J・クローニン、三笠書房） 1963
- 『大カナリヤ航路』（A・J・クローニン、三笠書房、クローニン全集） 1965
- 『花を持てる女性 / 実験室』（A・J・クローニン、三笠書房、クローニン全集） 1965
- 『ユダの樹 / 純愛を裏切るもの』（A・J・クローニン、三笠書房） 1965
- 『愛と死のカルテ』（A・J・クローニン、三笠書房） 1967
- 『孤独と純潔の歌』（A・J・クローニン、三笠書房、クローニン全集） 1967
- 『星の眺める下で』（A・J・クローニン、三笠書房、クローニン全集） 1968
- 『純愛記 続生と死をみつめて(抄)』（A・J・クローニン、三笠書房、クローニン全集） 1970
- 『スイス高原療養所』（クローニン、三笠書房） 1973
- 『悪い女』（クローニン、三笠書房） 1975
- 『聖夜』（A・J・クローニン、三笠書房） 1976